# Góry Białe (New Hampshire)

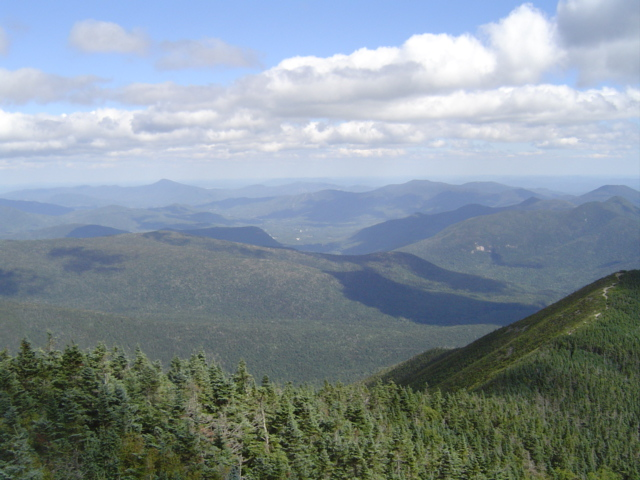
Góry Białe

Góry Białe (ang. White Mountains, fr. Montagnes Blanches) – pasmo górskie w Ameryce Północnej, w północno-wschodniej części Stanów Zjednoczonych (stany New Hampshire i Maine), na północ od Bostonu, stanowiące najwyższą część Appalachów Północnych. Niewielka część znajduje się również w Kanadzie (prowincja Quebec). Długość ok. 400 km, przebieg południkowy. Zbudowane ze skał krystalicznych i osadowych (piaskowce, łupki, wapienie), intrudowanych skałami magmowymi. Wznoszą się do 1917 m n.p.m. (Góra Waszyngtona).
Podstawowymi elementami rzeźby terenu są szerokie, zrównane wierzchowiny, ponad które wznoszą się twardzielcowe grzbiety i szczyty. Klimat umiarkowanie ciepły, na południowo-wschodnim skłonie oceaniczny, na północno-wschodnim – kontynentalny. W Białych Górach znajdują się źródła szeregu rzek, m.in. Merrimack. Obszar Białych Gór w większości jest zalesiony i słabo zaludniony. Dobrze rozwija się turystyka.

## Najwyższe szczyty
- Góra Waszyngtona (1917 m n.p.m.)
- Góra Adams (1760 m n.p.m.)
- Góra Jefferson (1741 m n.p.m.)
- Góra Clay (1686 m n.p.m.)
- Góra Monroe (1637 m n.p.m.)
- Góra Madison (1636 m n.p.m.)
- Góra Lafayette (1597 m n.p.m.)
- Góra Lincoln (1551 m n.p.m.)